# Вулиця Просвіти (Львів)
Ву́лиця Просві́ти — вулиця у Личаківському районі м. Львова, в межах історичного центру Львова, що сполучає вулиці Винниченка та Бобанича.

## Назва
- 1825 — 1849 — Кармелітська дорога, бо йшла повз маєтності монастиря кармелітів босих.
- 1849 — 1865 — Дорога до Францисканського костелу, збудованого у XVIII столітті на сучасній вулиці Короленка.
- 1865 — 1871 — Пост Ґассе (Поштова), бо тут у маєтку Коморовщизна був поштовий заїзд, з якого вирушали диліжанси до Відня.
- 1871 — 1941 — Кармелітська.
- 1941 — 1944 — Румініенштрассе, на честь Румунії — союзників Німеччини у другій світовій війні.
- 1944 — 1944 — Кармелітська, повернена передвоєнна назва.
- 1944 — 1993 — Дарвіна, на честь англійського вченого-натураліста Чарльза Дарвіна.
- сучасна назва від 1993 — Просвіти, на честь 125-ліття українського культурно-освітнього товариства «Просвіта»[5].

## Забудова
Забудова вулиці — класицизм. Будинки, що приписані до вулиці Просвіти розташовані з парного боку. З непарного боку розташована будівля, що належить військовим — штаб Повітряного командування «Захід» (вул. Лисенка, 12), а також великий сквер, розбитий навколо пам'ятника товариству «Просвіта».
За часів Польщі у будинку № 2 були Староство, Державне водне управління, Окружне і повітове земельні управління, Кураторій шкільного округу та шкільної інспекції, редакція «Газети Львівської», за радянських часів — обласний комітет ЛКСМУ, обласний військовий комісаріат, райвійськкомат Ленінського району, а від 1960-х років тут містилася львівська школа-інтернат № 2, пізніше перетворена на комунальну школу-інтернат № 2. Від 2018 року школу-інтернат шляхом реорганізації перетворили на ліцей «Просвіта» Львівської міської ради.
У будинку № 4 до 1939 року були Окружне страхове управління й управління еміграції, за радянської влади — органи Сталінського району: районний комітет Компартії України, райком комсомолу, відділ народної освіти, виконком райради депутатів трудящих, районне бюро ЗАГС, прокуратура району, інспекція пожежного нагляду, інспекція держстраху, зараз тут міститься управління освіти і науки Львівської обласної держадміністрації. 23 вересня 2008 року будинок внесено до переліку памʼяток культурної спадщини, що не підлягають приватизації. Будинок внесений до Реєстру пам'яток архітектури місцевого значення під № 83-м.
Двоповерховий житловий будинок № 6 споруджений на межі XIX і XX століть у стилі віденської сецесії. Належав директору львівської торгово-промислової палати Лазарусу Блоху. Будинок внесений до Реєстру пам'яток архітектури місцевого значення під № 84-м.
У будинку № 8 за польських часів була торгівля худобою «Цехус», нині тут житловий будинок. Будинок внесений до Реєстру пам'яток архітектури місцевого значення під № 85-м.

## Пам'ятники
1982 року у сквері між вулицями Лисенка, Просвіти та Бобанича, встановлений пам'ятник українському радянському письменнику Олександрові Гаврилюку (скульптори Еммануїл Мисько, Дмитро Крвавич, архітектор Мирон Вендзилович). Демонтований на початку 1990-х років. На його місці у 1993 році з нагоди 125-ліття діяльності товариства «Просвіти» споруджено пам'ятник «Просвіті» (скульптор В. Ярич, архітектор — Микола Обідняк). Відкриття пам'ятника відбулося 8 травня 1994 року.